# PIS/PASEP
O Programa de Integração Social (PIS) e o Programa de Formação do Patrimônio do Servidor Público (PASEP), mais conhecidos pela sigla PIS/PASEP, são contribuições sociais de natureza tributária, devidas pelas pessoas jurídicas privadas e públicas, com objetivo de financiar o pagamento do seguro-desemprego, do abono salarial e programas de desenvolvimento econômico. Foram criados em 1970, durante o período da Ditadura  Militar, mais precisamente no Governo Emílio Médici, através da Leis Complementares 7/70 e 8/70.
O PIS é destinado aos funcionários de empresas privadas regidos pela Consolidação das Leis do Trabalho (CLT), sendo administrado pela Caixa Econômica Federal. Já o PASEP é destinado aos servidores públicos, regidos pelo Regime jurídico estatutário, e aos empregados públicos, sendo administrado pelo Banco do Brasil.
O Fundo PIS/PASEP foi extinto em 07/04/2020, através da Medida Provisória 946/2020. O abono salarial do PIS/PASEP, por sua vez, está mantido.
Uma das características marcantes do PIS/PASEP foi seu papel na promoção de políticas públicas voltadas para a redução das desigualdades sociais no Brasil. Além de fornecer assistência financeira direta por meio do abono salarial, o programa contribuiu para a formalização do mercado de trabalho, incentivando empresas a registrarem seus funcionários conforme as normas da Consolidação das Leis do Trabalho (CLT). Dessa forma, o PIS/PASEP consolidou-se como um instrumento essencial para ampliar o acesso a direitos trabalhistas e previdenciários, reforçando a proteção social de milhões de trabalhadores brasileiros.

## Histórico
O PIS foi criado pela Lei Complementar 07/1970, destinado a promover a integração do empregado na vida e no desenvolvimento das empresas, no âmbito da iniciativa privada, sendo cobrado em quatro modalidades: sobre faturamento, prestação de serviços e PIS-Repique. 
O PASEP foi estabelecido pela Lei Complementar nº 8/1970, com o objetivo de promover a a formação do patrimônio do servidor público, incidindo sobre as receitas orçamentárias das pessoas jurídicas de direito público, abrangendo a União, os Estados, o Distrito Federal, os Territórios e Municípios, as autarquias, as fundações públicas, as empresas públicas e as sociedades de economia mista e suas subsidiárias.
Os programas buscavam estimular a poupança, corrigir distorções na distribuição de renda e possibilitar a utilização dos recursos acumulados em favor do desenvolvimento econômico-social.
Foi criado m Fundo de Participação, para o qual eram destinados os recolhimentos para o PIS recolhidos pela Caixa Econômica Federal. A Caixa Econômica Federal deveria emitir, em nome de cada empregado, uma Caderneta de Participação, conta individual em que seriam depositados os recursos de forma proporcional ao valor do salário e aos quinquênios de serviços prestados pelo empregado.
A administração dos recursos arrecadados do PASEP e a manutenção das contas individualizadas de cada servidor ficaram a cargo do Banco do Brasil.
Os recursos do PIS e do PASEP recebiam correção monetária com base na variação Obrigações Reajustáveis do Tesouro Nacional – ORTN, acrescidas de juros de 3% ao ano, além de depósito do resultado líquido das operações realizadas com recursos do Fundo. A cada período de um ano, esses valores auferidos poderiam ser recebidos pelo empregado ou servidor. 
A legislação também autorizava o saque de recursos em determinadas situações, como casamento, aposentadoria, transferência para a reserva remunerada, reforma, invalidez ou morte do titular da conta e aquisição da casa própria.
A Lei Complementar nº 19/1974 determinou que os recursos do PIS e do PASEP passariam a ser aplicados de forma unificada e deveriam ser destinados preferencialmente a programas especiais de investimentos elaborados segundo as diretrizes dos Planos Nacionais de Desenvolvimento, cabendo ao Banco Nacional do Desenvolvimento Econômico (BNDE) elaborar os programas especiais e atuar como agente operador dos recursos. Parte dos recursos acumulados até 1974 puderam continuar a ser aplicados pela CEF e o Banco do Brasil.

### Unificação dos fundos
A Lei Complementar nº 26/1975 estabeleceu, a partir de 1º de julho de 1976, a unificação dos fundos, o que levou à criação do Fundo PIS/PASEP, sob gestão de um Conselho Diretor. Os saldos das contas individuais existentes em 30 de junho de 1976, no entanto, foram mantidos. A lei passou a prever o pagamento, ao final de cada exercício financeiro, de abono salarial no valor equivalente a um salário mínimo regional aos participantes cadastrados há pelo menos cinco anos e que recebessem salário mensal igual ou inferior a cinco vezes o respectivo salário mínimo regional, de acordo com a disponibilidade de recursos. A nova lei passou a vedar a utilização do saldo dos depósitos para a aquisição da casa própria. 
A Caixa Econômica Federal e o Banco do Brasil mantiveram-se como seus agentes operadores do PIS e PASEP, respectivamente, e os programas continuaram operacionalmente separados e tendo patrimônios distintos.
O Decreto nº 79.459;1977 instituiu o Fundo de Participação Social – FPS como subconta do Fundo PIS-PASEP, com o objetivo promover a participação dos trabalhadores no capital de empresas nacionais registradas na Comissão de Valores Mobiliários, por meio de investimentos sob a forma de ações, com objetivo de contribuir para o desenvolvimento e fortalecimento do mercado de capitais.

### Constituição Federal de 1988
A Constituição Federal de 1988 introduziu uma séria de mudanças, estabelecendo, em seu artigo 239, que as contribuições para o PIS e PASEP não seriam mais creditadas aos participantes, em modificação aos objetivos originais do programa. Em 1989, os recursos passaram a ser direcionados para o FAT – Fundo de Amparo ao Trabalhador para possibilitar o pagamento do seguro-desemprego e do abono salarial. A Constituição determinou ainda que, pelo menos 40% do total de recursos arrecadados pelo PIS/PASEP serão destinados ao financiamento de programas de desenvolvimento econômico, através do BNDES.
Os patrimônios acumulados no PIS e no PASEP que foram arrecadados até 04 de outubro de 1988 foram preservados na forma de cotas nas contas dos participantes dos programas, ficando sob responsabilidade do Conselho Diretor do Fundo PIS-PASEP, vinculado à Secretaria do Tesouro Nacional do Ministério da Fazenda, tendo sido resguardados os critérios de saque e reajuste previstos na legislação, com exceção da retirada por motivo de casamento, conforme os objetivos originais de formação de patrimônio do trabalhador.  Os recursos do Fundo PIS-PASEP deixaram de contar com ingressos de arrecadação de contribuições PIS e PASEP e os créditos em contas passaram a ser oriundos integralmente das operações do fundo.
A gestão do Fundo PIS-PASEP ficou sob responsabilidade de um Conselho Diretor, vinculado à Secretaria do Tesouro Nacional do Ministério da Fazenda, composto de representantes do Ministério da Fazenda, do Ministério do Planejamento, Orçamento e Gestão, do Ministério do Desenvolvimento, Indústria e Comércio Exterior, do Ministério do Trabalho e Emprego, da Secretaria do Tesouro, além de representantes dos Participantes do PIS e dos participantes do PASEP.
A prestação de contas do Fundo PIS-PASEP envolvia o Conselho Diretor, a Caixa Econômica Federal, o Banco do Brasil e o BNDES.

### Extinção do Fundo PIS-PASEP
Com a edição da Lei 13.932/2019, foi permitido o saque integral do valor de cotas para todos os titulares de conta individual do PIS/PASEP que ainda tivessem saldo disponível.
Em 2020, foi editada a MP 946/20 (07/04/2020), determinando a extinção do Fundo PIS-PASEP e a transferência de seu patrimônio e contas individuais para o Fundo de Garantia do Tempo de Serviço (FGTS), para reforço do fundo para liberação do saque emergencial, no contexto das medidas do Governo Federal para enfrentamento do estado de calamidade pública decorrente da pandemia de covid-19.
Em maio de 2020, o BNDES, agente responsável pela aplicação dos recursos do Fundo, transferiu R$ 20 bilhões do Fundo PIS-PASEP para o FGTS. O BNDES adquiriu a carteira do Fundo de Participação Social - FPS por R$ 226,3 milhões, além de aplicações em financiamentos, e os repassou Fundo PIS-PASEP. No mesmo mês, o Banco do Brasil, agente pagador dos cotistas do Pasep, também transferiu, via BNDES, a parcela que detinha do patrimônio do Fundo PIS-Pasep, no valor de R$ 1,19 bilhão. A Caixa Econômica transferiu R$ 730 milhões. BB e CEF fizeram também aquisições de ativos do fundo, fazendo o repasse. 
Com a permissão do saque integral das contas individuais desde 2019, foi permitida a sua livre movimentação a qualquer tempo, até 1º de junho de 2025. Com a promulgação da Emenda Constitucional nº 126/2022, caso não seja feito o levantamento do valor disponível até esta data, o saldo passará a ser de propriedade do Tesouro Nacional. Em 2023, cerca de 10 milhões de trabalhadores teriam direito a R$ 24,6 bilhões esquecidos do PIS/Pasep.

## Número do PIS/PASEP
O trabalhador quando é registrado pela primeira vez no regime de trabalho da CLT é cadastrado pelo empregador junto à Previdência Social e ao Ministério do Trabalho sob um determinado número de PIS com 11 dígitos gerado pela Caixa Econômica Federal. Esse código é utilizado para identificar o trabalhador dentro do sistema previdenciário e permite consultar o seu direito a benefícios governamentais, como o abono salarial, o saque do fundo do PIS/PASEP, o seguro desemprego e a aposentadoria. 
Aqueles cujo primeiro vínculo se dá como servidor público serão cadastrados sob um número de PASEP junto ao Banco do Brasil. 
O NIT (Número de Identificação do Trabalhador) é o código utilizado pelos trabalhadores autônomos, segurados especiais ou facultativos e é gerado pelo INSS. 
O Número de Identificação Social (NIS) é um número de cadastro gerado pela base de dados do Cadastro Nacional de Informações Sociais (Cnis) reunindo dados de quem recebe benefícios sociais (como o Bolsa Família), mesmo para quem não tem vínculo de emprego, caso ainda não tenha sido cadastrados com um número de PIS. Também podem receber o NIS, além dos beneficiários de políticas públicas, os trabalhadores de empresas ou agrupados em cooperativas, empregador pessoa física e diretores não-empregados que optarem pelo FGTS.
Caso a pessoa mude de uma dessas categorias para outra, o número permanece o mesmo.

## Cálculo

### Sobre faturamento
No regime de incidência cumulativa, o cálculo do PIS/PASEP é feito com base em toda a receita bruta da empresa, com alíquota de 0,65%, de acordo com a Lei 9.718/1998 e a lei 9.715/1998.
No regime de incidência não-cumulativa, o PIS/PASEP incide apenas sobre a receita bruta que não tenha sido utilizada para a aquisição de bens ou serviços sujeitos à incidência dos tributos, sendo a alíquota de 1,65%, conforme a Lei 10.637/2002.
No regime monofásico, criado pela Lei nº 10.485/2002, é escolhido um responsável, dentro da cadeia de produção de um produto, para pagar os impostos de todos. 

### Sobre folha de pagamento
As entidades que não possuem fins lucrativos, classificadas como imunes ou isentas, contribuem com alíquota de 1% calculada sobre a folha salarial.

### Sobre importação
O PIS-Importação é regulado pela Lei 10.865/2004 (assim como o Cofins-Importação), tendo como fato gerador a entrada de bens estrangeiros no território nacional, ou ainda pagamento, o crédito, a entrega, o emprego ou a remessa de valores a residentes ou domiciliados no exterior como contraprestação por serviço prestado. A alíquota aplicada é de 2,1%.

### Pelo setor público
As pessoas jurídicas de direito público interno (União, Estados, Distrito Federal e Territórios, Municípios, autarquias, inclusive as associações públicas e as demais entidades de caráter público criadas por lei) contribuem para o PIS/PASEP em alíquota de 1% sobre as receitas governamentais, de acordo com a lei 9.715/1998. As fundações públicas contribuem para o PIS/PASEP sobre em valor incidente sobre a folha de salários (1%). As empresas públicas e sociedade de economia mista contribuem sobre a receita ou o faturamento (0,65% ou 1,65%).

### Reforma tributária
Com a promulgação da Emenda Constitucional nº 132/2023, que instituiu a Reforma Tributária, foi criada a Contribuição sobre Bens e Serviços (CBS), um Imposto sobre Valor Agregado (IVA) com o objetivo de unificar e substituir os atuais tributos federais sobre consumo: o PIS, a Cofins e o IPI. Com a medida, ocorrerá a extinção do PIS e da COFINS a partir de 1º de janeiro de 2027.

## Abono Salarial
O Abono Salarial foi instituído pela Lei n° 7.998/90 e equivale ao valor de, no máximo, um salário mínimo. O benefício é pago conforme calendário anual estabelecido pelo CODEFAT aos trabalhadores que satisfaçam os requisitos previstos em lei. Os recursos do abono vem do FAT - Fundo de Amparo ao Trabalhador.
O Banco do Brasil é como agente pagador exclusivo do PASEP,  realizando os pagamentos do Abono Salarial aos servidores públicos federais, estaduais e municipais (estatuários ou não) e empregados de empresas públicas e sociedades de economia mista, enquanto a Caixa Econômica é o agente pagador do abono aos funcionários de empresas privadas.
Entre os requisitos para recebimento do abono estão:
- Estar cadastrado há pelo menos cinco anos no PIS/PASEP;
- Ter recebido remuneração mensal média de até dois salários mínimos durante o ano-base;
- Ter exercido atividade remunerada para Pessoa Jurídica, durante pelo menos 30 dias, consecutivos ou não, no ano-base considerado para apuração;
- Ter seus dados informados pelo empregador (Pessoa Jurídica) corretamente na Relação Anual de Informações Sociais (RAIS)/eSocial

.Alguns trabalhadores não se enquadram nos requisitos para receber os pagamentos do abono salarial e, por isso, não possuem direito a receber o Abono Salarial como:
- Funcionários rurais e urbanos contratados por Pessoa Física;
- Empregados domésticos;
- Trabalhadores autônomos;
- Funcionários com salários mensais superiores a 2 salários mínimos;
- Trabalhadores do programa Menores aprendizes;
- Diretores que não tenham vínculo empregatício, mesmo que as empresas façam recolhimentos do FGTS.[26]